# Målaskogsberg
Målaskogsberg är ett naturreservat i Ljungby kommun i Kronobergs län.
Reservatet omfattar 38 hektar och är skyddat sedan 1975. Det ligger sydöst om Ryssby. Det har även kallats blomsterberget i Sunnerbo.
Berggrunden i området består av hyperit som bidrar till en speciell flora. Här finns odlingsmarker och slåtterängar. I lövskogen finns en riklig förekomst av avenbok vilket är ovanligt i området, liksom ek, alm, lind, och lönn. Vanliga buskar är hassel och olvon. Blåsippa och vårärt förekommer rikligt. Fågelarter som trivs i området är bland andra nötkråka, stenknäcknötväcka, grönsångare, ugglor och hackspettar.

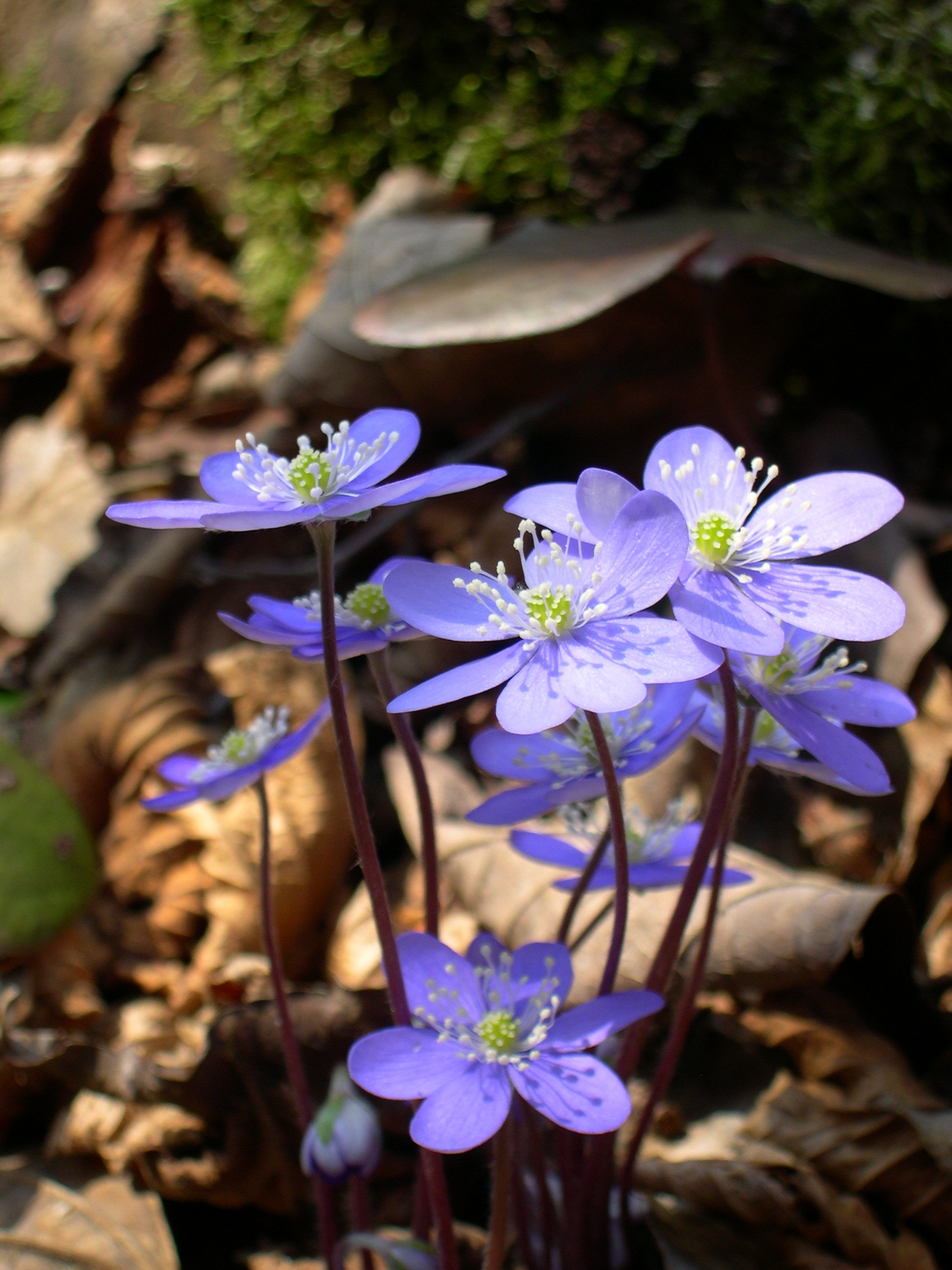
Blåsippa

I området växer också gullpudra, tandrot, desmeknopp, vätteros, trolldruva, rödblära, lundviol, lundstjärnblomma, bergmynta, skogsvicker och tvåblad. Bland mossorna som förekommer kan stjärnmossor samt rosmossa, palmmossa och bräkenmossa nämnas. Bland lavarna noteras skriftlav, lunglav och filtlav.
Målaskog har också haft en järnvägsstation. När Vislanda–Bolmens Järnväg invigdes 1878 stod stationen färdig. Den bestod av flera byggnader, stationshus, uthus, godsmagasin och flera lastkajer, ett rundspår och ett stickspår. Stenindustrier, sågverk, transporter av ved, trävaror och diabas hade nytta av järnvägen. På den gamla banvallen kan man nu cykla på Banvallsleden.

### Fotnoter
1. 1 2 3 4  Skyddade områden, naturreservat, 18 december 2015, läs onlineläs online, läst: 20 januari 2017.[källa från Wikidata]
2. 1 2 3  Skyddade områden, naturreservat, 25 februari 2020, läs onlineläs online, läst: 25 februari 2020.[källa från Wikidata]